# Clamart
Clamart este un oraș în Franța, în departamentul Hauts-de-Seine, în regiunea Île-de-France. 

## Personalități născute aici
- Hatem Ben Arfa (n. 1987), fotbalist franco-tunisian.

1. ↑  répertoire géographique des communes, accesat în 26 octombrie 2015
2. ↑  dataset of postal codes in France, 1 octombrie 2018